# Neapoli (Creta)
Neapoli (in greco Νεάπολη?), è un ex comune della Grecia nella periferia di Creta (unità periferica di Lasithi) con 5 059 abitanti secondo i dati del censimento 2001.
È stato soppresso a seguito della riforma amministrativa, detta Programma Callicrate, in vigore dal gennaio 2011 ed è ora compreso nel comune di San Nicolò.
La località è bagnata a nord dal Mar Egeo. Il suo territorio è in massima parte montuoso e il suo litorale roccioso e frastagliato.

## Centri principali

### La città di Neapolis
Neapolis è la sede del municipio. È un piccolo villaggio di montagna circondato da oliveti e attraversato dall'asse principale viario di Creta che va da Heraklion a San Nicolò. Neapolis ha dato i natali a Pietro Filargis che divenne papa o antipapa nel 1409 con il nome di Alessandro V.
Tra i monumenti si trova la cattedrale della Santa Vergine, sede della metropolia di Petra e Chersonissos.

### Milatos
Milatos è un villaggio costiero nelle cui vicinanze si trova una grotta con stalattiti.

### Sissi
Sissi è un piccolo porto peschereccio e stazione balneare a sei chilometri dal capoluogo.